# Eisenbahnunfall von Langhagen

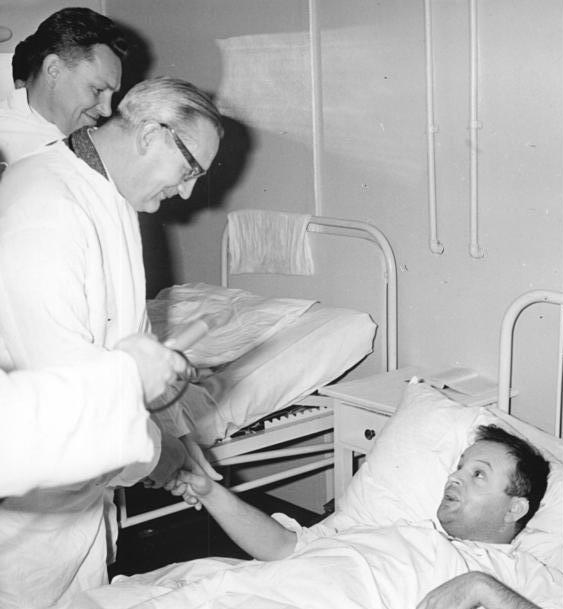
Max Sefrin, Stellvertreter des Vorsitzenden des Ministerrates und Minister für Gesundheitswesen, Leiter einer Regierungskommission am Unfallort, besucht Verletzte im Krankenhaus.

Bei dem Eisenbahnunfall von Langhagen fuhr am 1. November 1964 ein Schnellzug im Bahnhof Langhagen, Kreis Güstrow, auf einen entgleisten Güterzug auf. 44 Menschen starben.

## Ausgangslage
Der Bahnhof Langhagen liegt an der Strecke Berlin–Rostock. Er befand sich wenige Jahre nach dem Wiederaufbau der Strecke mit Gleisbildstellwerk und Lichtsignalen in einem für die damalige Zeit guten, modernen Zustand. Mit Indusi waren Strecke und Bahnhof allerdings noch nicht ausgerüstet. 
Hier war ein Güterzug mit 12 mit Kies beladenen Güterwagen, 1000 Tonnen schwer, in einem Anschlussgleis unterwegs. Die Lokomotive fuhr dabei mit dem Tender voran, so dass die für die Fahrt gültigen Signale auf der Heizerseite standen. Lokführer und Heizer hatten sich daher beide an der Strecken- und Signalbeobachtung zu beteiligen. Der Heizer hatte dem Lokführer die Stellung der Signale zuzurufen, der Lokführer musste sich von der Richtigkeit dieses Zurufs überzeugen und entsprechend reagieren. Ggf. hatte er dazu auf die Heizerseite zu treten.
Nach Anweisung des Fahrdienstleiters sollte er bis zum Ausfahrsignal vorziehen, um dort zunächst den D 1193 vorbeizulassen. Dieser war von Berlin in Richtung Rostock Hauptbahnhof unterwegs.

## Unfallhergang
Der Heizer bezog das Signal des durchgehenden Hauptgleises, das für den Schnellzug „Fahrt frei“ zeigte, auf die eigene Zugfahrt und rief dem Lokomotivführer zu, dass sie freie Fahrt hätten und fahren könnten. Der Lokomotivführer verließ sich ohne Überprüfung auf den Zuruf des Heizers und beschleunigte, ohne zu bemerken, dass die folgende Weiche nicht in Richtung Streckengleis gestellt war, sondern er sich auf dem Stumpfgleis bewegte, das eine Schutzweiche vor unzulässigen Ausfahrten in das Streckengleis sicherte. Den Prellbock an dessen Ende überfuhr er mit etwa 30 km/h, Lok und Güterwagen entgleisten und deren Kiesladung kam auf dem durchgehenden Hauptgleis zu liegen. Durch die Wucht des Aufpralls wurde der erste Güterwagen zunächst senkrecht nach oben gedrückt und ragte in das Lichtraumprofil des Streckengleises, auf dem der Schnellzug unmittelbar darauf die Unfallstelle mit 105 km/h passierte. Er traf den in sein Lichtraumprofil ragenden Wagen, der in den vorbeifahrenden Zug stürzte. Bei der Kollision schoben sich fünf Wagen des Schnellzugs ineinander. Drei der Wagen wurden total zerstört, drei weitere schwer beschädigt.

## Folgen
44 Menschen starben, 70 weitere wurden teilweise schwer verletzt. Der letzte getötete Reisende wurde erst zwei Tage nach dem Unfall beim Zerlegen der Wagen gefunden. Der finanzielle Schaden belief sich auf mindestens 1,7 Millionen Mark.
An dem Rettungseinsatz waren Helfer von Feuerwehr, Rotem Kreuz, Volkspolizei, Soldaten der Nationalen Volksarmee und der sowjetischen Armee beteiligt.
Nach diesem Unfall wurde wieder damit begonnen, die Hauptstrecken mit Zugbeeinflussungseinrichtungen auszurüsten, die bei Zügen, die an haltzeigenden Hauptsignalen vorbeifahren, eine Zwangsbremsung einleiten.
Der DDR-Ministerrat fasste in Folge des Unfalls den Beschluss, schnellstmöglich die noch vorhandenen Reisezugwagen mit Holzaufbauten auszumustern und für Fenster in Personenwagen künftig nur noch Sicherheitsglas zu verwenden. Dieser Beschluss war aufgrund der Kapazitätsengpässe der Industrie allerdings nach zehn Jahren immer noch nicht umgesetzt.
Lokomotivführer und Heizer des Güterzugs wurden im März 1965 vor dem 1. Strafsenat des Bezirksgerichts Schwerin angeklagt, den Unfall fahrlässig verursacht zu haben. Der Lokführer wurde zu 5 Jahren, der Heizer zu 3½ Jahren Haft verurteilt.